# Phụ nữ mua vui
Phụ nữ giải khuây hay phụ nữ mua vui (tiếng Trung: 慰安婦; Hán-Việt: Ủy an phụ) là những người phụ nữ bị quân đội Đế quốc Nhật Bản hãm hiếp, ép buộc làm nô lệ tình dục khi chiếm đóng đất nước của họ trong Thế chiến II; tiêu biểu như Trung Quốc, Triều Tiên và Đông Nam Á.
Theo ước tính của các học giả Nhật Bản thì ít nhất cũng có khoảng 20.000 người liên quan còn theo phía Trung Quốc thì có đến 410.000 người nhưng con số chính xác vẫn đang được nghiên cứu và tranh cãi. Các nhà sử học và các nhà nghiên cứu tuyên bố rằng đa số nạn nhân là những người phụ nữ Hàn Quốc-Bắc Triều Tiên, Trung Quốc và Đông Nam Á. Phụ nữ ở những quốc gia-khu vực này bị đưa vào các trạm của quân đội Nhật nằm trên khắp những lãnh thổ mà đế quốc này chiếm được.
Phụ nữ trẻ thường bị lính Nhật bắt cóc khỏi gia đình, một số trường hợp khác được tuyển mộ để "vào làm việc trong quân đội", có tài liệu ghi chép lại rằng quân đội Nhật tuyển dụng những người "phụ nữ giải khuây" thông qua sự ép buộc. Tuy nhiên, lại có một vài người Nhật như nhà sử học Hata Ikuhiko tuyên bố bác bỏ ý kiến cho rằng có sự cấu kết tuyển mộ ép buộc phụ nữ giải khuây có tổ chức giữa chính phủ và quân đội nước này.